# Dubach (Louisiana)

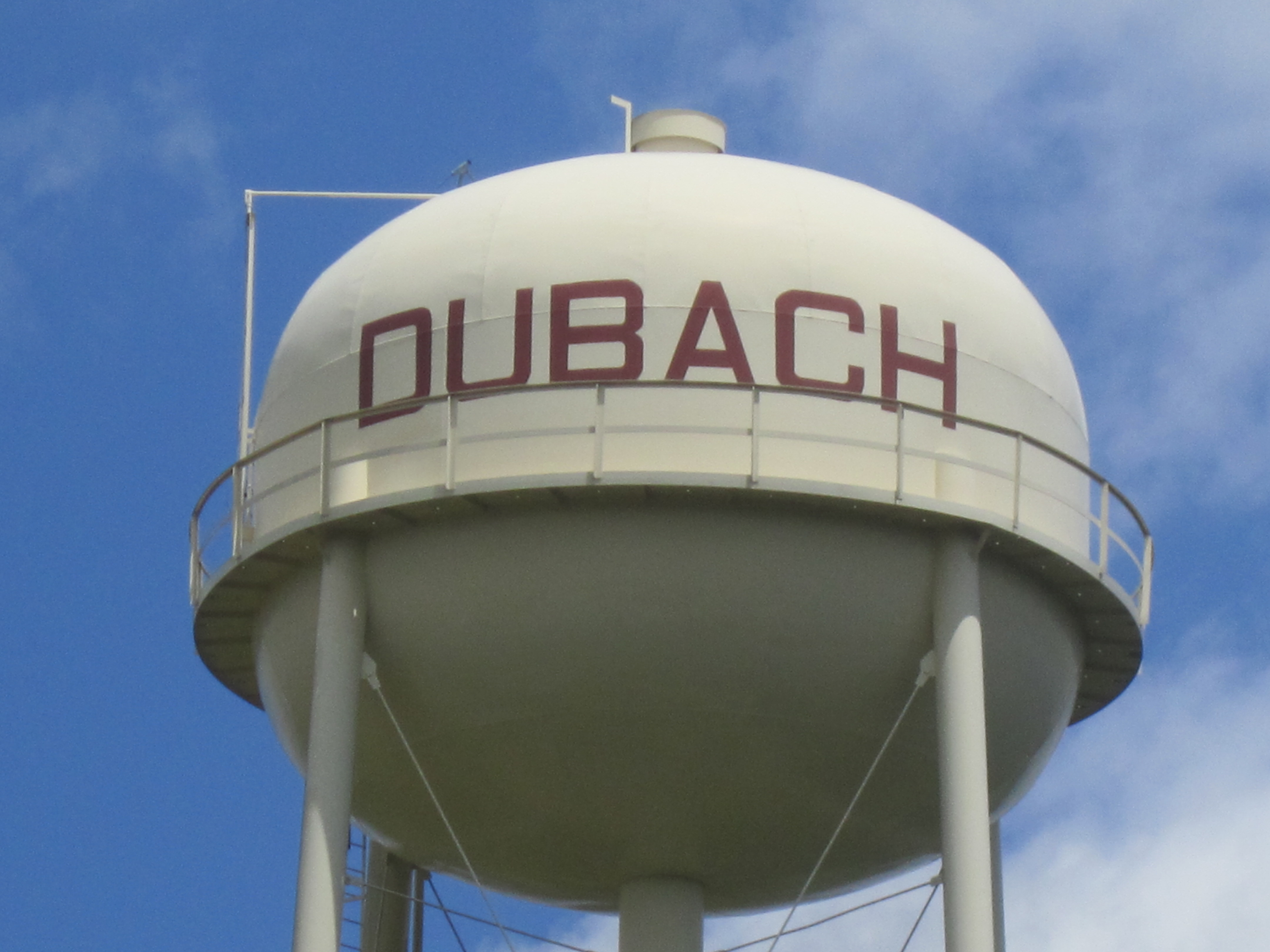
Wasserturm von Dubach

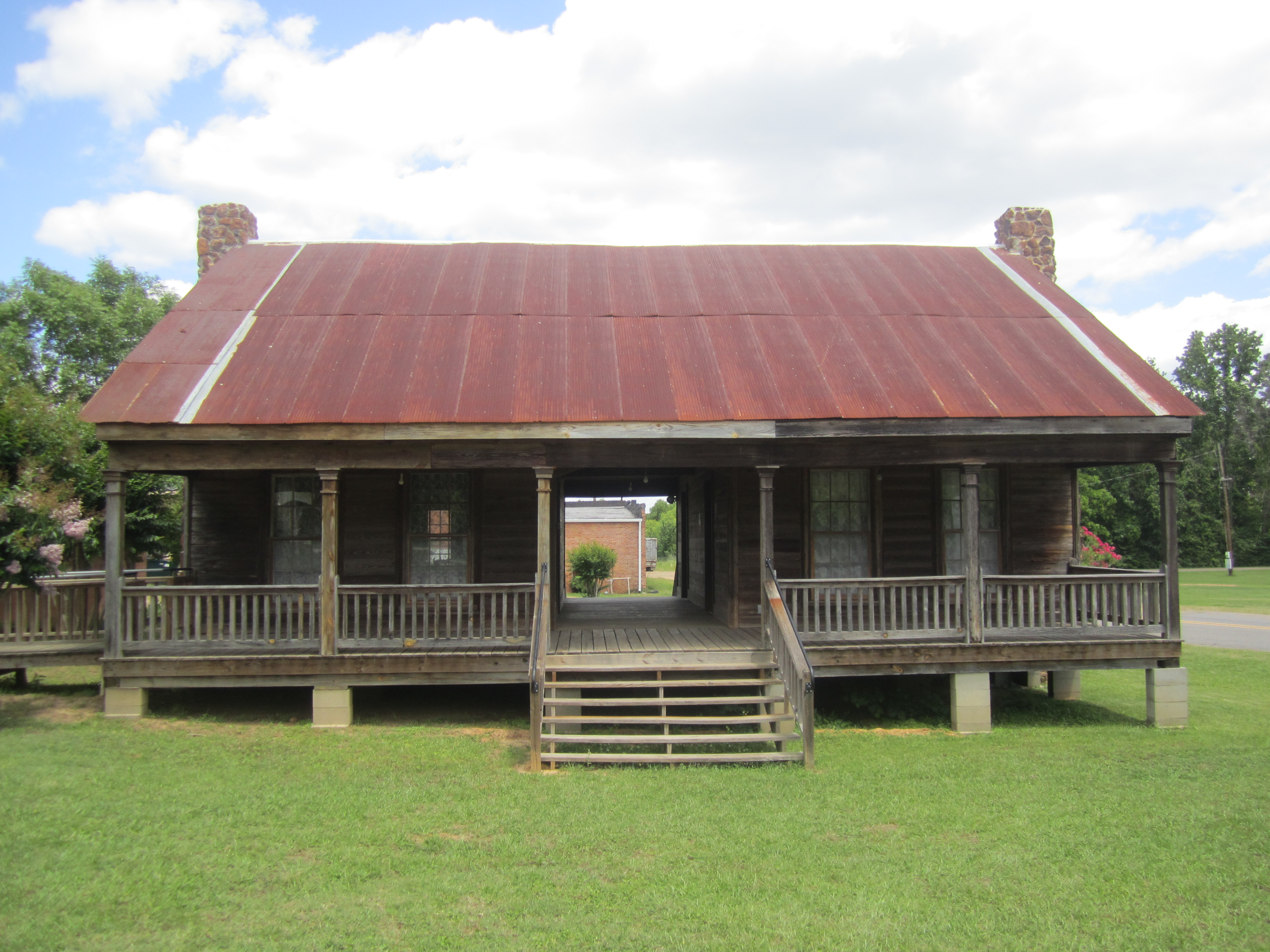
Dogtrot-Haus an der U.S. Route 167 in Dubach

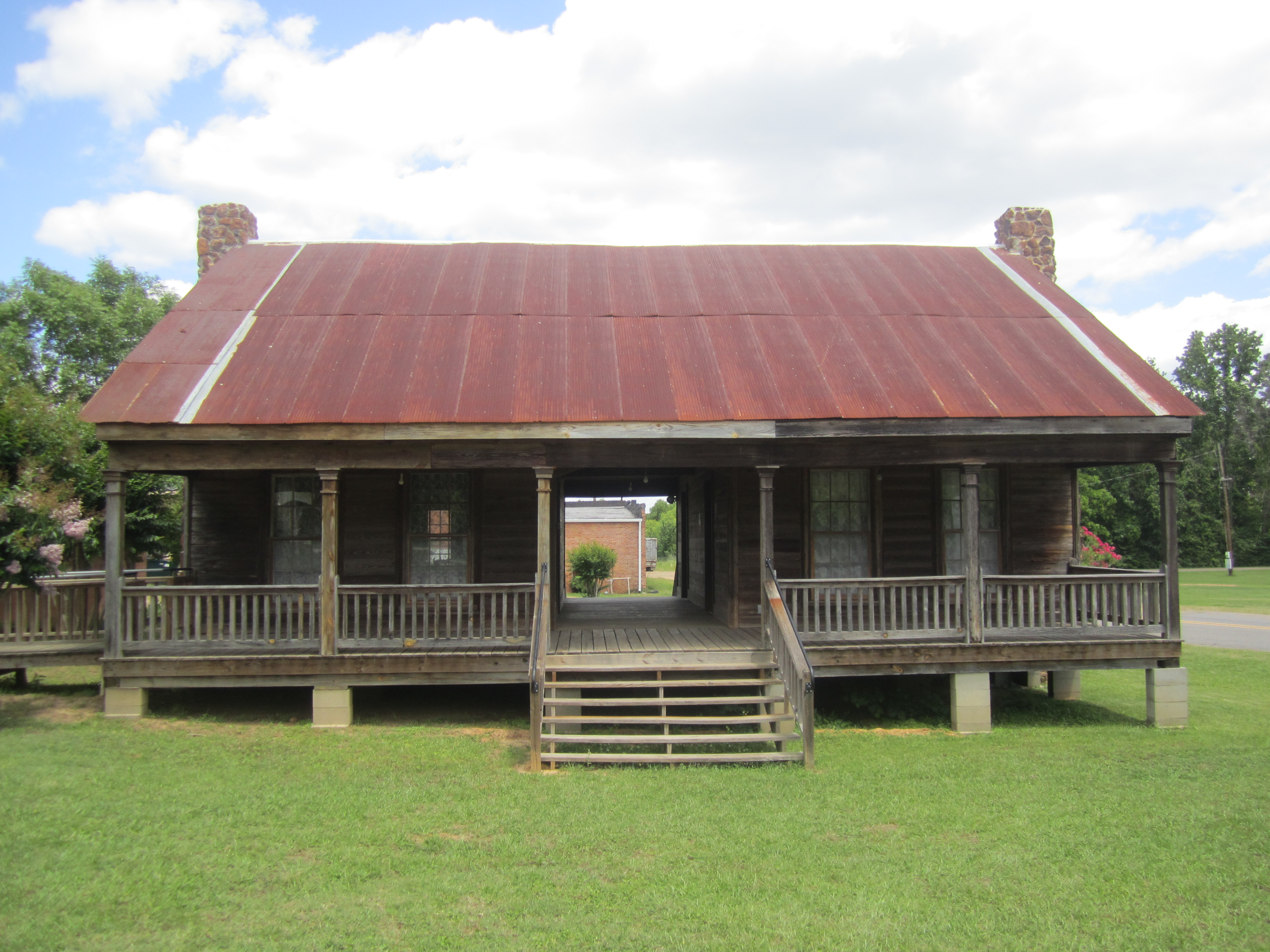
Graffiti mit einem Dogtrot-Haus

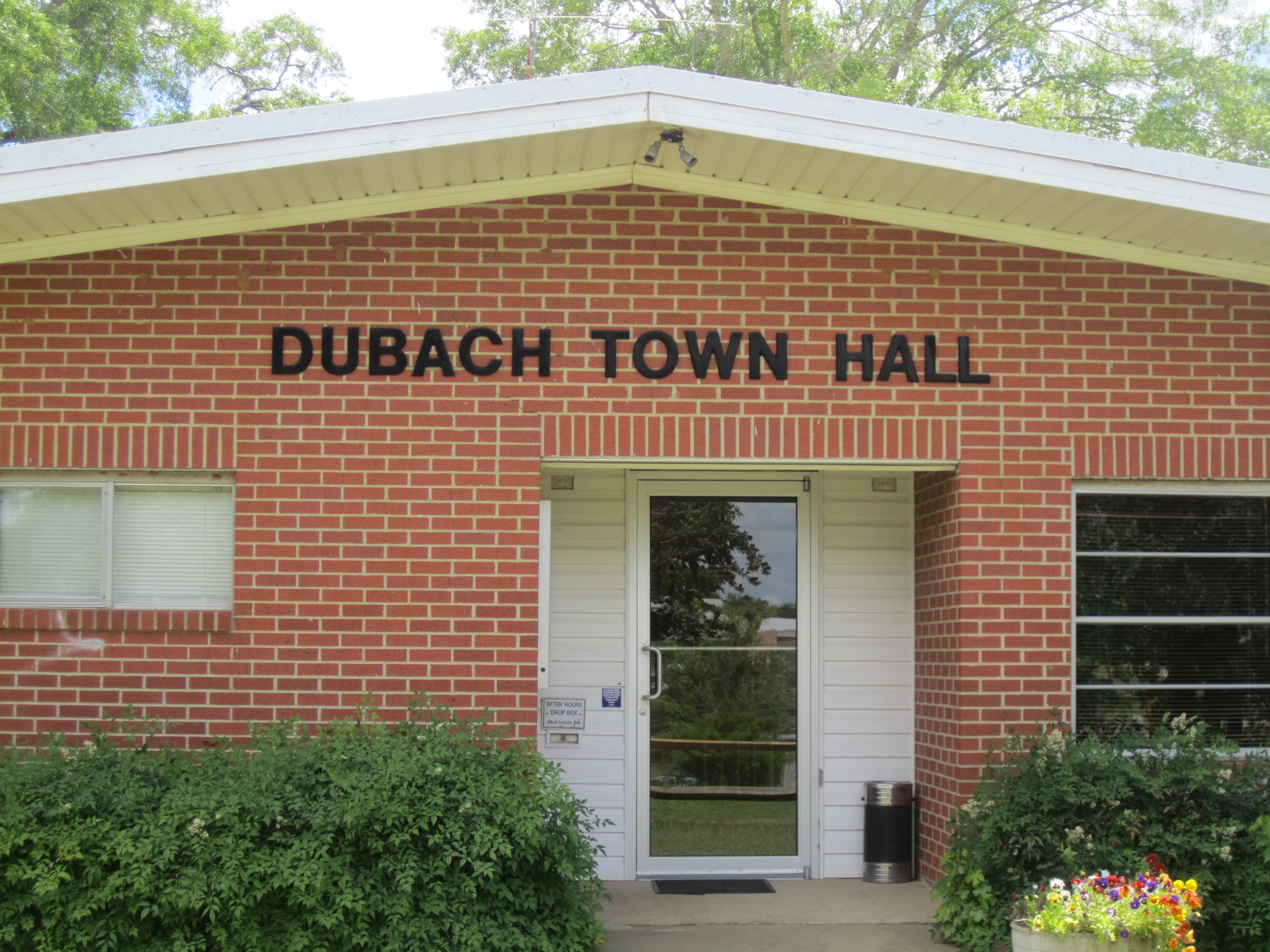
Rathaus von Dubach

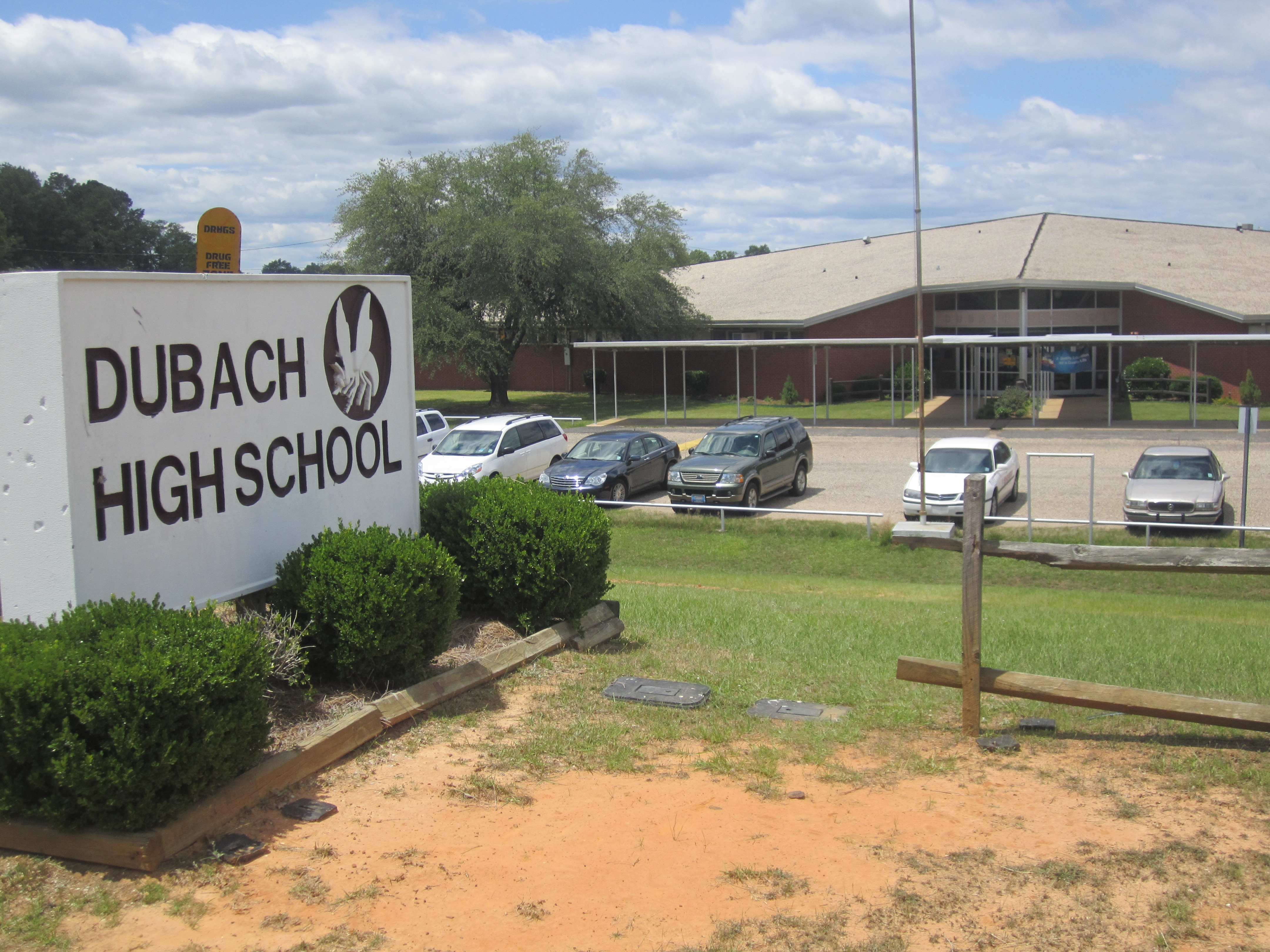
Dubach High School

Dubach ist eine Stadt im Lincoln Parish, Louisiana, USA. Das U.S. Census Bureau hat bei der Volkszählung 2020 eine Einwohnerzahl von 908 ermittelt. Dubach ist als „Dogtrot Capital of the World“ bekannt, wegen der großen Anzahl von Dogtrot-Häusern in der Umgebung. Die Dubach High School liegt in der Stadtmitte und ist für das gute Basketballteam bekannt.

## Museum
Das Autrey House ist das älteste Haus in der Gegend und beherbergt ein Museum. Es ist ein seltenes und gutes Beispiel der Dogtrot-Architektur.

## Festivals
Dubach veranstaltet jeweils im späten September ein Hühnerfest (Louisiana Chicken Festival).

## Bürger der Stadt
- C. E. Barham war von 1952 bis 1956 Vizegouverneur des Bundesstaates Louisiana.